# Guru (tv-serie)
 For alternative betydninger, se Guru (flertydig). (Se også artikler, som begynder med Guru)
Guru er en dansk komedieserie, der havde premiere på DR2 og DRTV den 8. april 2021. Serien handler om lifecoach Andreas Mertz (spillet af Simon Kvamm), der er flyttet fra København til sin barndomsby Silkeborg for at hjælpe silkeborgenserne med at skabe en selvforståelse, der er ligeså stærk som herningensernes.
I januar 2022 fortalte Kvamm, at anden sæson af serien var i produktion.

## Modtagelse
| Anmeldernes vurdering | Anmeldernes vurdering |
| Kilde                 | Vurdering             |
| --------------------- | --------------------- |
| BT                    | [ 5 ]                 |
| Ekstra Bladet         | [ 6 ]                 |
| Filmmagasinet Ekko    | [ 2 ]                 |
| Jyllands-Posten       | [ 7 ]                 |
| Politiken             | [ 8 ]                 |
| Soundvenue            | [ 9 ]                 |

Serien fik en blandet modtagelse af de danske anmeldere. Nogle mente, at serien var mere vellykket som drama end komedie. BT, Filmmagasinet Ekko og Soundvenue tildelte serien fem ud af seks stjerner. Jyllands-Posten og Politiken bedømte den til henholdsvist fire og tre ud af seks.
Ekstra Bladets anmelder tildelte serien to stjerner, beskrev den som mere tragisk end morsom og skrev, at han blot grinte én gang.